# Paralcis ruptilinea
Paralcis ruptilinea là một loài bướm đêm trong họ Geometridae.